# Ворогушинское сельское поселение
Ворогушинское се́льское поселе́ние — муниципальное образование в Тобольском районе Тюменской области Российской Федерации.
Административный центр — село Ворогушино.

## История
Статус и границы сельского поселения установлены Законом Тюменской области от 5 ноября 2004 года № 263 «Об установлении границ муниципальных образований Тюменской области и наделении их статусом муниципального района, городского округа и сельского поселения».

## Население
| 2010  | 2011  | 2012  | 2013  | 2014  | 2015  | 2016  |
| ----- | ----- | ----- | ----- | ----- | ----- | ----- |
| 1747  | ↘1743 | ↘1711 | ↘1703 | ↘1690 | ↗1699 | ↘1690 |
| 2017  | 2018  | 2019  | 2020  | 2021  |       |       |
| ↘1670 | ↘1648 | ↘1619 | ↘1611 | ↗1907 |       |       |

## Состав сельского поселения
| № | Населённый пункт  | Тип населённого пункта       | Население |
| - | ----------------- | ---------------------------- | --------- |
| 1 | Бизино            | село                         | 817       |
| 2 | Ворогушино        | село, административный центр | 315       |
| 3 | Иртышатские Юрты  | деревня                      | 94        |
| 4 | Исеневская        | деревня                      | 8         |
| 5 | Медянки Русские   | деревня                      | 59        |
| 6 | Медянки Татарские | деревня                      | 296       |
| 7 | Сабанаки          | деревня                      | 158       |